# Harpactea minuta
Harpactea minuta är en spindelart som beskrevs av Pietro Alicata 1974. Harpactea minuta ingår i släktet Harpactea och familjen ringögonspindlar.
Artens utbredningsområde är Tunisien. Inga underarter finns listade i Catalogue of Life.